# 朗格拉德
朗格拉德（法語：Langlade，法語發音：[lɑ̃ɡlad]）是法国加尔省的一个市镇，位于该省南部，属于尼姆区。

## 地理
朗格拉德（43°48'20.5"N, 4°14'46.4"E）面积9 平方千米，位于法国奧克西塔尼大區加尔省，该省份为法国南部沿海省份，南端濒地中海，北起顺时针与阿尔代什省、沃克吕兹省、罗讷河口省、埃罗省、阿韦龙省和洛泽尔省接壤。
与朗格拉德接壤的市镇（或旧市镇、城区）包括：贝尔尼斯、卡韦拉克、克拉朗萨克、米约、纳日和索洛尔格、圣迪奥尼西。

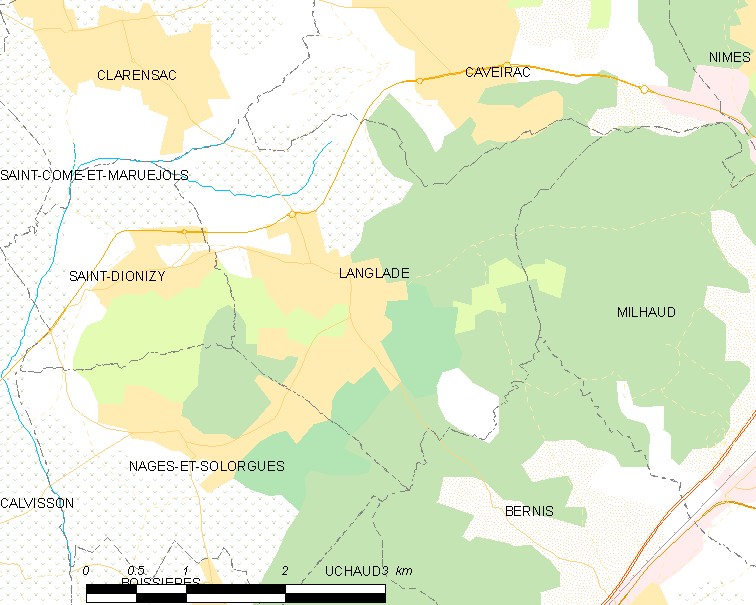
朗格拉德的OSM定位图

朗格拉德的时区为UTC+01:00、UTC+02:00（夏令时）。

## 行政
朗格拉德的邮政编码为30980，INSEE市镇编码为30138。

## 政治
朗格拉德所属的省级选区为圣吉勒县。

## 人口

1962-2008年间朗格拉德人口变化图示

朗格拉德于2022年1月1日时的人口数量为2297人。